# Charlotte Dujardin
Charlotte Dujardin (n. 13 iulie 1985, Greater London, Anglia, Regatul Unit) este o sportivă ce a reprezentat Regatul Unit al Marii Britanii și al Irlandei de Nord, medaliată olimpică. A participat la 3 ediții ale Jocurilor Olimpice (2012, 2016, 2020) în care a câștigat două medalii de aur.